# Jaderná elektrárna Donald C. Cook
Jaderná elektrárna Donald C. Cook (anglicky Watts Bar Nuclear Plant) je provozní jadernou elektrárnou ve Spojených státech. Leží v Berrien County, 120 kilometrů východně od Chicaga. ve státě Michigan. Elektrárnu vlastní American Electric Power a provozuje ji společnost Indiana Michigan Power. Výkon dvou bloků dostačuje pro pokrytí potřeby zhruba 1,5 milionu lidí. Ke chlazení je využívána voda z Michiganského jezera. Reaktory dodala a vybudovala americká společnost Westinghouse.

## Historie a technické informace

### Reaktory

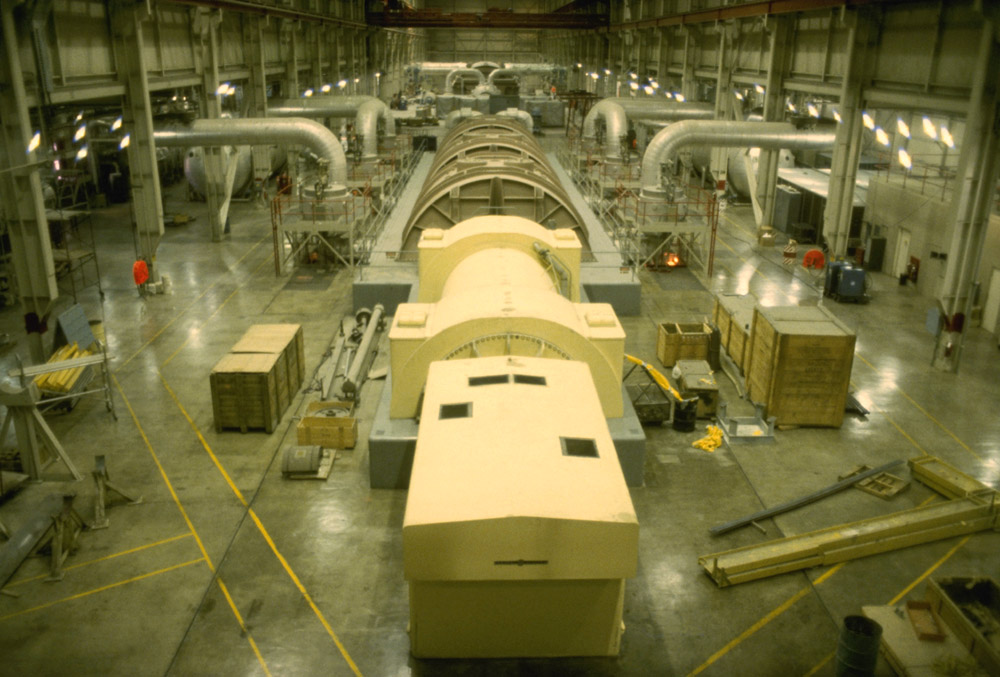
Turbínová hala prvního bloku v roce 2007

Výstavba prvního bloku započala dne 25. března 1969. Jedná se o čtyřsmyčkový tlakovodní reaktor Westinghouse M412. Jeho hrubý výkon dosahuje 1131 MW a čistý výkon po odečtení vlastních potřeb bloku je 1030 MW. Do sítě byl blok připojen dne 10. února 1975 a do komerčního provozu vstoupil 28. srpna 1975.
Výstavba druhého bloku byla zahájena také 25. března 1969. Jedná se o identický čtyřsmyčkový tlakovodní reaktor Westinghouse M412. Hrubý výkon bloku je 1231 MW a čistý výkon činí 1168 MW. Přifázování k síti proběhlo dne 22. března 1978 a komerční provoz nastal 1. srpna 1978.
Náklady na výstavbu činily 3,352 miliardy dolarů při cenách z roku 2007.
NRC blokům původně udělila licence na dobu 40 let od jejich spuštění, ale 30. srpna 2005 je obnovila a nyní mají bloky provozní licenci do let 2034 a 2037.

### Incidenty
- 13. července 1990 jedna osoba byla usmrcena elektrickým proudem a tři další utrpěli těžká popáleninová zranění při výbuchu elektrického rozváděče.
- V září 1997 byly oba bloky odstaveny na přibližně tři roky v důsledku kontrol NRC, protože nebylo jasné, zda systémy havarijního chlazení aktivní zóny mohou plnit zamýšlené funkce v případě projektové havárie.[3]
- V roce 1998 NRC uložilo občanskoprávní pokutu 500 000 dolarů za 37 porušení předpisů, většinou týkajících se ledového kondenzátoru kontejnmentu používaného při některých nehodách se ztrátou chladicí kapaliny.[4]
- 12. května 2002 byl 2. blok automaticky odstaven z důvodu poruchy obou redundantních stejnosměrných zdrojů v systému řízení a instrumentace reaktoru. Kvůli neadekvátním nápravným opatřením došlo ke stejné události 5. února 2003.[5]
- Požár transformátoru způsobil automatické odstavení prvního bloku v roce 2003 a uvolnění chladicího oleje do jezera Michigan.[6]
- Masivní vniknutí ryb způsobilo, že oba bloky byly 24. dubna 2003 na několik týdnů ručně odstaveny.[7]
- Dne 20. září 2008 došlo k poškození hlavní turbíny a generátoru 1. bloku v důsledku silných vibrací rotoru způsobených zlomenými lopatkami nízkotlaké turbíny.[8][9][10]
- Reaktor 2. bloku elektrárny byl odstaven 12. října 2020. Společnost American Electric Power Company uvedla, že byl přerušen provoz na druhém bloku, když se automaticky odstavil kvůli poklesu hladiny vody v jednom ze čtyř parogenerátorů elektrárny.
- V pozdních nočních hodinách dne 22. června 2021 objevili operátoři netěsnost ve vysokotlakém parovodu poskytujícím neradioaktivní páru do nízkotlakých turbín bloku 2. Zdálo se, že únik se při monitorování zvětšoval, což vedlo k manuálnímu odstavení bloku 2.[11][12][13]

### Okolní obyvatelstvo
NRC definuje dvě zóny havarijního plánování kolem jaderných elektráren. První o poloměru 16 kilometrů, která se týká především vystavení radioaktivní kontaminace vzduchu a poté druhou o poloměru 80 kilometrů, jež se zabývá kontaminací potravin a vody.
Podle studie NRC aktualizované v červnu 2018 byl odhad každoročního rizika zemětřesení dostatečně silného na to, aby způsobilo poškození aktivní zóny reaktoru 1 ku 83 333

## Informace o reaktorech
| Reaktor          | Typ reaktoru      | Výkon   | Výkon   | Zahájení výstavby | Připojení k síti | Uvedení do provozu | Uzavření |
| Reaktor          | Typ reaktoru      | Čistý   | Hrubý   | Zahájení výstavby | Připojení k síti | Uvedení do provozu | Uzavření |
| ---------------- | ----------------- | ------- | ------- | ----------------- | ---------------- | ------------------ | -------- |
| Donald C. Cook-1 | Westinghouse M412 | 1030 MW | 1131 MW | 25. 3. 1969       | 10. 2. 1975      | 28. 8. 1975        |          |
| Donald C. Cook-2 | Westinghouse M412 | 1168 MW | 1231 MW | 25. 3. 1969       | 22. 3. 1978      | 1. 7. 1978         |          |